# Soininsuo-Kapustasuo
Soininsuo-Kapustasuo este o arie protejată (arie specială de conservare — SAC, sit de importanță comunitară — SCI, arie de protecție specială avifaunistică — SPA) din Finlanda întinsă pe o suprafață de 2.491 ha, integral pe uscat.

## Localizare
Centrul sitului Soininsuo-Kapustasuo este situat la coordonatele 65°34′28″N 26°48′20″E / 65.5744°N 26.8056°E.

## Înființare
Situl Soininsuo-Kapustasuo a fost declarat sit de importanță comunitară în august 1998 pentru a proteja 26 de specii de animale. Alte tipuri de protecție:
- arie de protecție specială avifaunistică (în august 1998)[2]
- arie specială de conservare (în aprilie 2015)[1][3][4]

## Biodiversitate
Situată în ecoregiunea boreală, aria protejată conține 8 habitate naturale: Lacuri și iazuri distrofice naturale, Cursuri de apă de la nivel de câmpie la nivel montan, cu vegetație Ranunculion fluitantis și Callitricho-Batrachion, Turbării active, Izvoare fino-scandinave și mlaștini produse de izvoare bogate în minerale, Mlaștini alcaline, Turbării Aapa, Taiga vestică, Mlaștini împădurite.
La baza desemnării sitului se află mai multe specii protejate:
- păsări (25): gâscă de semănătură (Anser fabalis), ciuf de câmp (Asio flammeus), rața moțată (Aythya fuligula), prundaș de nămol (Calidris falcinellus), bătăuș (Calidris pugnax), erete vânăt (Circus cyaneus), lebădă de iarnă (Cygnus cygnus), ciocănitoare neagră (Dryocopus martius), Emberiza rustica, șoim de iarnă (Falco columbarius), șoimul rândunelelor (Falco subbuteo), vânturel roșu (Falco tinnunculus), cocor (Grus grus), pescăruș râzător (Larus ridibundus), becațină mică (Lymnocryptes minimus), Lyrurus tetrix tetrix, codobatura galbenă (Motacilla flava), viespar (Pernis apivorus), notatița cu ciocul subțire (Phalaropus lobatus), ciocănitoare de munte (Picoides tridactylus), ploier auriu (Pluvialis apricaria), chiră de baltă (Sterna hirundo),  cocoș de munte (Tetrao urogallus), fluierar negru (Tringa erythropus), fluierar de mlaștină (Tringa glareola)
- mamifere (1): vidră de râu (Lutra lutra)

Pe lângă speciile protejate, pe teritoriul sitului au mai fost identificate 4 specii de plante, 2 specii de păsări.